# 2731 Cucula
2731 Cucula (1982 KJ) là một tiểu hành tinh vành đai chính được phát hiện ngày 21 tháng 5 năm 1982 bởi Wild, P. ở Zimmerwald.